# Dimitri Kartweliszwili
Dimitri Kartweliszwili (gruz. დიმიტრი ქართველიშვილი, ur. 23 grudnia 1927 w Tbilisi, zm. 2009) – radziecki i gruziński polityk, przewodniczący Rady Ministrów Gruzińskiej SRR w latach 1982-1986.
Od 1945 studiował w Gruzińskim Instytucie Politechnicznym, od 1951 inżynier, później starszy inżynier samochodowy w fabryce w Kutaisi, od 1955 zastępca głównego konstruktora, a od 1965 główny konstruktor i główny inżynier. Od grudnia 1956 członek KPZR, od 1971 przewodniczący miejskiego komitetu wykonawczego w Kutaisi, od marca 1975 kierownik Wydziału Przemysłu, Transportu i Łączności Rady Ministrów Gruzińskiej SRR, od czerwca 1976 I zastępca przewodniczącego Państwowej Komisji Planowania Gruzińskiej SRR, od października 1978 kierownik Wydziału Planowych i Finansowych Organów KC Komunistycznej Partii Gruzji, od kwietnia 1979 wiceprzewodniczący Rady Ministrów Gruzińskiej SRR i przewodniczący Państwowej Komisji Planowania tej republiki. Od 2 lipca 1982 do 12 kwietnia 1986 przewodniczący Rady Ministrów Gruzińskiej SRR. Następnie kierownik zarządu Państwowego Standardu Republiki Gruzińskiej. Od marca 1988 dyrektor Instytutu Projektowo-Technologicznego. Od listopada 1989 kierownik Wydziału Zarządzania Sprawami Przemysłu Gruzińskiej SRR. Deputowany do Rady Najwyższej ZSRR 10 i 11 kadencji. Od października 1990 na emeryturze. Odznaczony trzema Orderami Czerwonego Sztandaru Pracy.